# Beat Zehnder
Beat Zehnder (Zúrich; 9 de enero de 1966) es un ingeniero suizo de Fórmula 1. Es el director deportivo del equipo Sauber de Fórmula 1. Ha estado con el equipo suizo desde su creación en 1993 y ha asistido a todas las carreras.

## Carrera
Beat Zehnder forma parte de la familia Sauber desde los años 1980. Comenzó en el equipo suizo como mecánico en los primeros días de la asociación del equipo con Mercedes Benz, pasando del mecánico número dos al número uno en el espacio de un año. Cuando el equipo empezó a concentrar sus esfuerzos en lanzar su propio equipo de F1, él pasó del lado de la mecánica para trabajar en la logística. Sin embargo, Zehnder volvió rápidamente a sus funciones de mecánico y se convirtió en director del equipo y jefe de mecánicos en 1994. En 1995, Peter Sauber pidió a Zehnder que se concentrara exclusivamente en la logística y la gestión del equipo y así se convirtió en director del equipo, cargo que aún desempeña hoy, aunque de forma evolucionada, como director deportivo. En su puesto actual, Zehnder representa al equipo en las conversaciones con la FIA y el grupo de trabajo deportivo, además de gestionar la logística y las operaciones del garaje. A lo largo de su estancia en el equipo suizo, Zehnder ha sido mentor de muchos pilotos como Kimi Räikkönen, Felipe Massa, Sebastian Vettel, Robert Kubica y Charles Leclerc.

## Vida personal
Zehnder está casado con Nadine Imboden. La pareja se casó el 31 de diciembre de 2006.